# تشارلز ميرفي (سياسي أسترالي)
تشارلز ميرفي (بالإنجليزية: Charles Murphy)‏ هو سياسي أسترالي، ولد في 1909، وتوفي في 6 يناير 1997. حزبياً، نشط في حزب العمال الأسترالي. وقد انتخب عضو الجمعية التشريعية فيكتوريا.